# Jan Sejdlitz

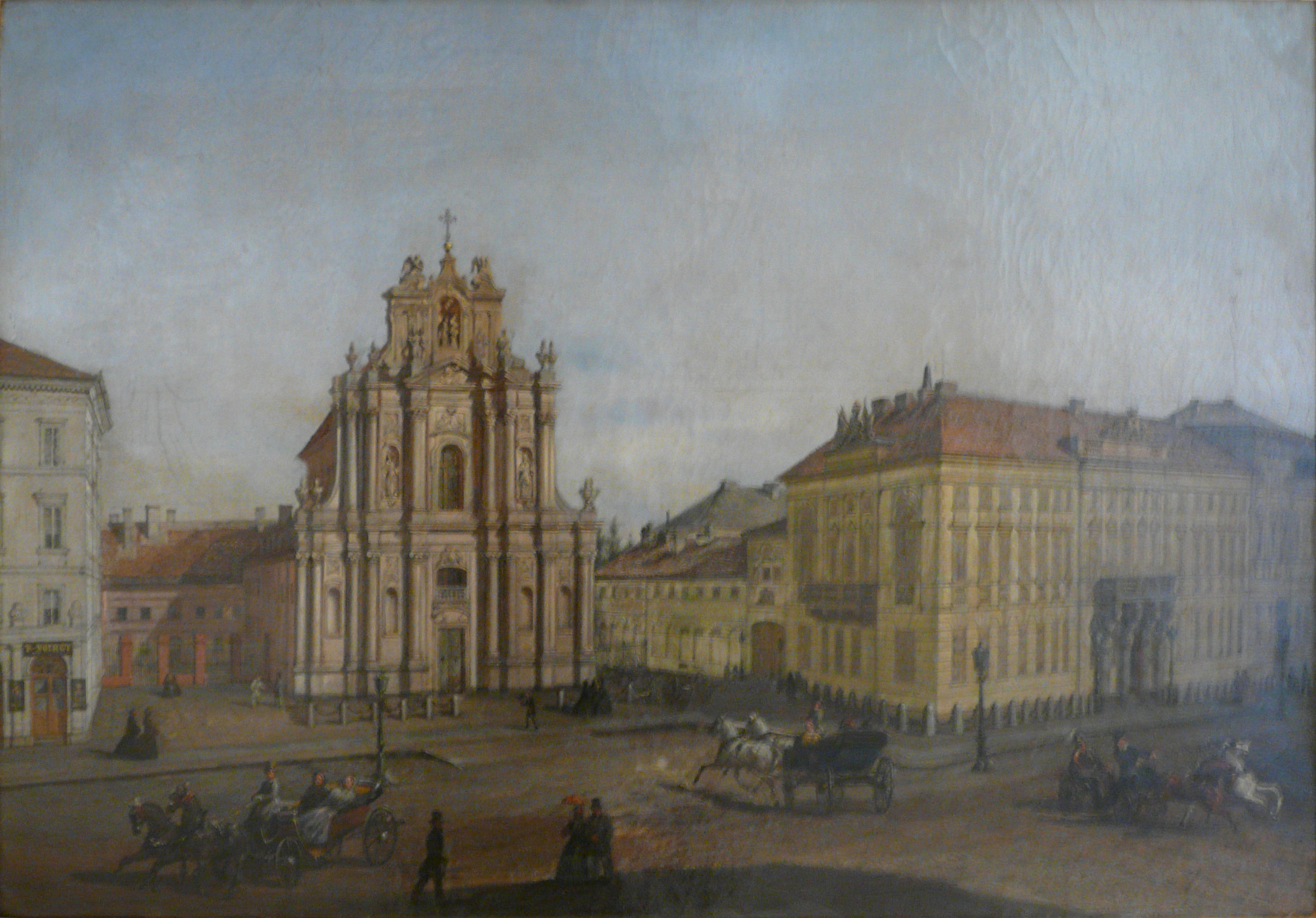
Krakowskie Przedmieście w Warszawie z kościołem Wizytek i pałacem Potockich. Około 1850-1860.

Jan Maksymilian Sejdlitz (Seydlitz) (ur. 1832 w Warszawie, zm. 6 kwietnia 1861 tamże) – polski artysta malarz.
W latach 1846–1854 studiował w warszawskiej Szkole Sztuk Pięknych. Malował widoki Warszawy, stosując sztafaż. Zajmował się także malarstwem ściennym.
Pochowany na warszawskich Powązkach (kwatera 27, rząd 2).